# تتسو ناریکاوا
تتسو ناریکاوا (انگلیسی: Tetsuo Narikawa; ۱۵ آوریل ۱۹۴۴ – ۱ ژانویهٔ ۲۰۱۰) بازیگر، و کاراته‌کا اهل ژاپن بود.